# Adolf Georgyevich Tolkachyov
Adolf Georgyevich Tolkachyov (tiếng Nga: Адольф Георгиевич Толкачёв; sinh năm 1927,  Aktyubinsk, Kazakhstan - 24 tháng 9 năm 1986) là một kỹ sư điện tử Liên Xô đã cung cấp tài liệu quan trọng cho Cơ quan Tình báo Trung ương Hoa Kỳ trong những năm giai đoạn 1979-1985.
Tolkachyov từng có mẹ vợ bị hành quyết và cha vợ bị bắt đi lao động khổ sai thời kỳ Đại thanh trừng thập niên 1930. Do vậy ông muốn trả thù bằng cách cung cấp bí mật quân sự cho Mỹ, bất chấp những rủi ro.
Làm việc tại nhà thiết kế radar của Liên Xô Phazotron với chức vụ là một trong những kỹ sư thiết kế trưởng, Tolkachev đã cho thông tin đầy đủ CIA về dự án như R-23, R-24, R-33, R-27 và R-60, S-300; máy bay chiến đấu đánh chặn-radar máy bay được sử dụng trên các máy bay MiG-29, MiG-31 và Su-27; và hệ thống điện tử khác.
Tolkachev đã bí mật chụp ảnh hàng ngàn trang tài liệu về thiết kế, sơ đồ và báo cáo về các hệ thống radar mới nhất, hệ thống điện tử, hệ thống hướng dẫn và thiết kế máy bay chiến đấu.
Hoa Kỳ xem radar máy bay tiên tiến nhất trong các hệ thống Tolkachev cung cấp cho họ là radar mảng pha thụ động được sử dụng bởi các máy bay chiến đấu MiG-31 Foxhound.
Tolkachev hoạt động bí mật trong thời gian 8 năm, cuối cùng ông đã bị phát hiện do sự phản bội của một nhân viên CIA. Nhân viên Edward J. Howard, bị CIA sa thải, đã tìm cách trả thù bằng cách bán bí mật về Tolkachev cho KGB.
Ông đã bị hành quyết vì tội làm gián điệp trong năm 1986.